# Sergio Amidei
Sergio Amidei (Trieste, 30 de octubre de 1904–Roma, 14 de abril de 1981) fue un guionista italiano.

## Biografía
Amidei nació en Trieste. Durante su carrera trabajó con importantes cineastas como Roberto Rossellini y Vittorio De Sica. Fue nominado a cuatro Premios de la Academia: en 1946 por Roma, ciudad abierta, en 1947 por El limpiabotas, en 1949 por Paisà y en 1961 por El general de la Rovere. En 1963 fue miembro del jurado en la tercera edición del Festival Internacional de Cine de Moscú, volviendo a participar en la novena versión del evento en 1975.
Falleció en Roma el 14 de abril de 1981.

## Filmografía destacada
- Don Bosco (1935)
- Pietro Micca (1938)
- The Count of Brechard (1938)
- The Night of Tricks (1939)
- Then We'll Get a Divorce (1940)
- The Prisoner of Santa Cruz (1941)
- The Last Dance (1941)
- Jealousy (1942)
- The Taming of the Shrew (1942)
- Don Cesare di Bazan (1942)
- The Queen of Navarre (1942)
- Farewell Love! (1943)
- Harlem (1943)
- The Son of the Red Corsair (1943)
- Sad Loves (1943)
- The Priest's Hat (1944)
- Crime News (1947)
- Pact with the Devil (1950)
- Paris Is Always Paris (1951)
- The Machine That Kills Bad People (1952)
- The President of Borgorosso Football Club (1970)